# Blue Ridge (Texas)
Blue Ridge város az USA Texas államában, Collin megyében. Lakosainak száma 1180 fő (2020. április 1.).

## Népesség
A település népességének változása:

| 2010 | 822   |
| 2020 | 1 180 |